# Parapiophila vulgaris
Parapiophila vulgaris – gatunek muchówki z rodziny sernicowate i podrodziny Piophilinae.
Gatunek ten opisany został w 1820 roku przez Carla Fredrika Falléna jako Piophila vulgaris.
Muchówka o ciele długości od 2,5 do 3 mm. Chetotaksja głowy cechuje się m.in. rozbieżnymi szczecinkami zaciemieniowymi, obecnością wibrys i szczecinek orbitalnych oraz zwykle dobrze rozwiniętymi szczecinkami przyoczkowymi. Barwa czoła i policzków jest głównie żółta lub czerwona. Czułki mają żółty trzeci człon. Tułów charakteryzuje błyszcząca, niepomarszczona powierzchnia śródplecza, obecność szczecinek barkowych oraz obrośnięte propleury. Brawa tułowia i odwłoka jest błyszcząco czarna. Odnóża mają żółte biodra i większe części ud.
Larwy przechodzą rozwój na padlinie.
Owad znany z Islandii, Francji, Holandii, Niemiec, Norwegii, Szwecji, Finlandii, Szwajcarii, Polski, Czech, Słowacji, Węgier, europejskiej części Rosji i nearktycznej Ameryki Północnej.